# 会津若松市立行仁小学校
会津若松市立行仁小学校（あいづわかまつしりつ ぎょうにんしょうがっこう）は、福島県会津若松市行仁町に所在する市立小学校。

## 沿革
行仁小学校の名称は、子爵松平保男により命名された。

## 教育目標

### 校訓
徳を以て仁を行う

## 行事
4月 - 始業式、入学式
5月 - 4年宿泊学習（会津自然の家）、
6月 - 5年宿泊学習（いわき海浜自然の家）、6年生修学旅行（仙台・松島）
2月 - スキー教室（3 - 6年）、雪上運動会（1 - 2年）
3月 - 終業式、卒業式
8月.10月ー合奏部大会(2024…県大会最優秀賞　全国大会出場)
11月-合奏部アンサンブルコンクール（2024年…フルート4重奏　最優秀金賞全国大会出場）
　　　　　　　　　　　　　　　　　　　　　　　木管３重奏　金賞）
　　　　　　　　　　　　　　　　　　　　　　　金管4重奏　銀賞）

## 通学区域
- 会津若松市[2]
  - 相生町
  - 旭町
  - 一箕町八角中村東以外
  - 上町の一部
  - 行仁町
  - 蚕養町の一部
  - 昭和町
  - 千石町の一部
  - 滝沢町
  - 中央二丁目の一部、中央三丁目の一部
  - 花畑東
  - 馬場町の一部
  - 馬場本町の一部
  - 東千石二丁目
  - 桧町の一部
  - 平安町
  - 宮町の一部
  - 八角町の一部

## 進学先中学校
- 会津若松市立第一中学校

## 交通
出典
- JR東日本磐越西線会津若松駅から約2㎞ 徒歩約20分
- 会津バス東山線で約8分「堅三日町」バス停下車し徒歩2分